# João Lobo
João Lobo († 1508) war ein römisch-katholischer Geistlicher und Bischof von Tanger.

## Leben
João Lobo wurde am 4. Mai 1500 zum Bischof von Tanger im heutigen Marokko ernannt. Er bekleidete das Amt bis zu seinem Tod im Jahre 1508.